# Volby do Knesetu 2009
Volby do 18. Knesetu se v Izraeli konaly 10. února 2009. Tyto volby byly předčasnými parlamentními volbami, které se konaly kvůli rezignaci předsedy strany Kadima a premiéra Ehuda Olmerta a selhání jeho následovnice Cipi Livni při zformování koaliční vlády. Kdyby Olmert zůstal v úřadu premiéra nebo se Livni podařilo sestavit koaliční vládu, volby by se podle plánu konaly až v roce 2010.

## Pozadí
17. září 2008 se konaly stranické volby strany Kadima, které vyhrála Cipi Livni. Po jejím vítězství rezignoval bývalý předseda strany Ehud Olmert (který se voleb nezúčastnil) na post premiéra. Livni byla prezidentem Šimonem Peresem pověřena aby ve lhůtě 42 dnů sestavila vládní koalici.
Přestože Strana práce souhlasila s účastí v koalici, současný koaliční partner Šas nabídku odmítl. Livni posléze tvrdila, že Šas měl ekonomicky a diplomaticky nelegitimní požadavky (zvýšení dětských přídavků a závazek že se nebude jednat o rozdělení Jeruzaléma). Strany Gil a Sjednocený judaismus Tóry účast rovněž odmítly, zatímco jednání se stranou Merec stále probíhala. 26. října doporučila Livni prezidentu Peresovi vypsání předčasných parlamentních voleb.
27. října se Peres sešel s předsedy parlamentních stran, kteří mu většinově doporučili vypsání předčasných voleb. Prezident následně rozpustil Kneset, což je nezbytné pro konání takových voleb. Ehud Olmert tak zůstává přechodným premiérem, a to až do doby než bude po volbách vytvořena nová vláda.

## Strany
K 23. prosinci se pro únorové parlamentní volby zaregistrovalo 43 politických stran (v porovnání 31 k volbám v roce 2006), avšak pouze 34 stran nakonec odevzdalo kandidátní listinu. 12. ledna 2009 bylo Ústřední volební komisí arabským stranám Balad a Sjednocená arabská kandidátka-Ta'al zakázáno účastnit se voleb, jelikož neuznávají Izrael jakožto židovský stát a vyzývají po ozbrojeném konfliktu proti Izraeli. Balad i Ta'al byli oba vyloučeni před volbami v roce 2003, ale Nejvyšší soud jim nakonec dovolil se voleb zúčastnit. 21. ledna 2009 Nejvyšší soud rozhodnutí Ústřední volební komise zrušil.

### Aliance
Před volbami došlo k ukončení aliance Strana práce-Meimad, která trvala od roku 1999. Zatímco Strana práce bude kandidovat samostatně, Meimad bude kandidovat společně s novým Hnutím zelených.
Merec kandiduje společně s novým levicovým hnutím Tnu'a ha-Chadaša, vedeným Cali Rešefem. Představitelé nového hnutí získali na společné kandidátce v pořadí třetí, sedmé a jedenácté místo.
Hnutí Tarabut, které vystupuje proti izraelské bezpečnostní bariéře se spojilo s Chadašem.
Nábožensky-sionistické strana Achi, která byla dříve součástí aliance Národní jednota se koncem prosince sloučila s Likudem. Ultraortodoxní strany Agudat Jisra'el a Degel ha-Tora pokračují i pro tyto volby ve své koalici Sjednocený judaismus Tóry.

### Nové strany
Od voleb v roce 2006 bylo založeno několik politických stran. První byla Sociální spravedlnost, založená v únoru 2007 miliardářem Arkadijem Gajdamakem a Jisra'el ha-Caka založená bývalým poslancem Strany práce Efrajimem Snehem v květnu 2008.
Po oznámení o předčasných volbách koncem října 2008 se části Národní jednoty Tkuma a Moledet a Národní náboženská strana spojili počátkem listopadu 2008 v jednu stranu s názvem Židovský domov. Po odchodu Tkumy a Moledetu uzavřela Národní jednota alianci se stranou Hatikva a Židovskou národní frontou Barucha Marzela (Marzel a Šolom Dov Wolpo původně založili pro tyto volby stranu Erec Jisra'el Šelanu).
Poslanec Abbás Zakúr opustil Sjednocenou arabskou kandidátku, aby počátkem prosince 2008 založil Arabskou středovou stranu.

### Seznam zúčastněných stran
| - Kadima - Strana práce - Šas - Likud - Jisra'el Bejtejnu - Gil - Sjednocený judaismus Tóry - Merec-Nové hnutí - Židovský domov - Chadaš - Sjednocená arabská kandidátka-Ta'al | - Balad - Národní jednota - Hnutí zelených-Meimad - Comet - Jisra'el ha-Mitchadešet - Da'am - Lazuz - Jisra'el ha-Caka - Koach le-hašpi'a - ha-Jisra'elim - Leeder | - Achrajut - Cabar - Ale Jarok - Or - Lechem - Koach ha-Kesef - Zelení - Lev LaOlim - Přeživší Holocaust & Ale Jarok - Brit Olam - Spravedlnost pro všechny |

## Výsledky
| strany                                       | strany                                        | písmeno na hlasovacím lístku | hlasy    | %       | mandátů | +/–        |
| -------------------------------------------- | --------------------------------------------- | ---------------------------- | -------- | ------- | ------- | ---------- |
|                                              | Kadima                                        | כן                           | 758 032  | 22,47 % | 28      | −1         |
|                                              | Likud                                         | מחל                          | 729 054  | 21,61 % | 27      | +15        |
|                                              | Jisra'el bejtenu                              | ל                            | 394 577  | 11,70 % | 15      | +4         |
|                                              | Strana práce                                  | אמת                          | 334 900  | 9,93 %  | 13      | –6         |
|                                              | Šas                                           | שס                           | 286 300  | 8,49 %  | 11      | –1         |
|                                              | Sjednocený judaismus Tóry                     | ג                            | 147 954  | 4,39 %  | 5       | –1         |
|                                              | Jednotná arabská kandidátka–Ta'al             | עם                           | 113 954  | 3,38 %  | 4       | —          |
|                                              | Národní jednota                               | ט                            | 112 570  | 3,34 %  | 4       | [ pozn 1 ] |
|                                              | Chadaš                                        | ו                            | 112 130  | 3,32 %  | 4       | +1         |
|                                              | Nové hnutí-Merec                              | מרצ                          | 99 611   | 2,95 %  | 3       | –2         |
|                                              | Židovský domov                                | ב                            | 96 765   | 2,87 %  | 3       | [ pozn 2 ] |
|                                              | Balad                                         | ד                            | 83 739   | 2,48 %  | 3       | —          |
|                                              | Hnutí zelených–Mejmad                         | ה                            | 27 737   | 0,82 %  | —       | —          |
|                                              | Gil                                           | זך                           | 17 571   | 0,52 %  | —       | –7         |
|                                              | Ale jarok                                     | קנ                           | 13 132   | 0,39 %  | —       | —          |
|                                              | Zelení                                        | רק                           | 12 378   | 0,37 %  | —       | —          |
|                                              | Jisra'el chazaka                              | חי                           | 6 722    | 0,20 %  | —       | —          |
|                                              | Cabar                                         | צי                           | 4 752    | 0,14 %  | —       | —          |
|                                              | Koach lehašpi'a                               | פ                            | 3 696    | 0,11 %  | —       | —          |
|                                              | Organizace za demokratickou akci              | ק                            | 2 645    | 0,08 %  | —       | —          |
|                                              | Jisra'el ha-mitchadešet                       | נ                            | 2 572    | 0,08 %  | —       | —          |
|                                              | Přeživší holocaust a bývalí členové Ale jarok | יק                           | 2 346    | 0,07 %  | —       | —          |
|                                              | Leader                                        | קץ                           | 1 887    | 0,06 %  | —       | —          |
|                                              | Comet                                         | ץ                            | 1 520    | 0,05 %  | —       | —          |
|                                              | Koach ha-kesef                                | קפ                           | 1 008    | 0,03 %  | —       | —          |
|                                              | Man's Rights in the Family Party              | פק                           | 921      | 0,03 %  | —       | —          |
|                                              | ha-Jisra'elim                                 | ים                           | 856      | 0,03 %  | —       | —          |
|                                              | Or                                            | אר                           | 815      | 0,02 %  | —       | —          |
|                                              | Achrajut                                      | נפ                           | 802      | 0,02 %  | —       | —          |
|                                              | Brit olam                                     | פי                           | 678      | 0,02 %  | —       | —          |
|                                              | Lev la-olim                                   | ינ                           | 632      | 0,02 %  | —       | —          |
|                                              | Lazuz                                         | נץ                           | 623      | 0,02 %  | —       | —          |
|                                              | Lechem                                        | נר                           | 611      | 0,02 %  | —       | —          |
| Platných hlasovacích lístků                  | Platných hlasovacích lístků                   | 3 373 490                    | 98,74 %  |         |         |            |
| Neplatných nebo prázdných hlasovacích lístků | Neplatných nebo prázdných hlasovacích lístků  | 43 097                       | 1,26 %   |         |         |            |
| Celkem                                       | Celkem                                        | 3 416 587                    | 100,00 % | 120     | —       |            |
| Volební účast                                | Volební účast                                 | %                            | %        |         |         |            |
| Zdroj: Knesset Board of Elections            |                                               |                              |          |         |         |            |

## Předvolební průzkumy
| zdroj                   | strana | strana       | strana | strana | strana            | strana         | strana          | strana | strana | strana | strana       | strana | strana | strana |
| zdroj                   | Kadima | Strana práce | Šas    | Likud  | Jisra'el Bejtejnu | Židovský domov | Národní jednota | Gil    | SJT    | Merec  | Ra'am -Ta'al | Chadaš | Balad  | Zelení |
| ----------------------- | ------ | ------------ | ------ | ------ | ----------------- | -------------- | --------------- | ------ | ------ | ------ | ------------ | ------ | ------ | ------ |
| 17. Kneset              | 29     | 19           | 12     | 12     | 11                | 9              | 9               | 7      | 6      | 5      | 4            | 3      | 3      | 0      |
|                         |        |              |        |        |                   |                |                 |        |        |        |              |        |        |        |
| Dahaf 27. 10.           | 29     | 11           | 11     | 26     | 9                 | 7              | 7               | 2      | 7      | 6      | 10           | 10     | 10     | 2      |
| Teleseker 27. 10.       | 31     | 11           | 8      | 29     | 11                | 7              | 7               | 0      | 4      | 5      | 11           | 11     | 11     | 3      |
| Gal Chadaš 30. 10.      | 30     | 13           | 10     | 31     | 8                 | 6              | 6               | 0      | 5      | 5      | 10           | 10     | 10     | 2      |
| Gal Chadaš 13. 11.      | 28     | 11           | 10     | 33     | 7                 | 6              | 6               | 0      | 5      | 7      | 10           | 10     | 10     | 3      |
| Dialog 20. 11.          | 28     | 10           | 10     | 34     | 10                | 4              | 4               | 0      | 6      | 7      | 11           | 11     | 11     | 0      |
| Dahaf 20. 11.           | 26     | 8            | 11     | 32     | 9                 | 6              | 6               | 0      | 7      | 7      | 11           | 11     | 11     | 3      |
| Švakim Panorama 15. 12. | 20     | 14           | 12     | 34     | 11                | 4              | 4               | 0      | 7      | 6      | 9            | 9      | 9      | 0      |
| Teleseker 19. 12.       | 30     | 12           | 9      | 30     | 12                | 5              | 5               | 0      | 5      | 7      | 10           | 10     | 10     | 0      |
| Dialog 25. 12.          | 26     | 11           | 13     | 30     | 11                | 6              | 6               | 2      | 5      | 8      | 3            | 3      | 2      | –      |
| Dialog 31. 12.          | 27     | 16           | 9      | 32     | 11                | 3              | 3               | –      | 5      | 7      | 4            | 4      | 2      | –      |
| Rešet Bet 15. 1.        | 21     | 15           | 10     | 28     | 15                | 3              | 3               | 0      | 7      | 5      | 4            | 3      | 3      | 3      |
| Panels 22. 1.           | 24     | 15           | 10     | 30     | 15                | 2              | 4               | –      | 5      | 6      | 4            | 3      | 2      | –      |
| Dialog 29. 1.           | 25     | 14           | 10     | 28     | 15                | 3              | 4               | 2      | 5      | 5      | 4            | 3      | 2      | –      |
| Midgam 3. 2.            | 23     | 17           | 10     | 28     | 18                | 4              | 3               | –      | 5      | 4      | 2            | 4      | 2      | –      |
| Teleseker 4. 2.         | 23     | 17           | 10     | 27     | 17                | 3              | 4               | –      | 5      | 6      | 4            | 4      | 0      | –      |
| Švakim Panorama 5. 2.   | 21     | 16           | 11     | 25     | 16                | 4              | 4               | 2      | 7      | 5      | 3            | 4      | 2      | –      |
| Panels 5 Feb            | 25     | 14           | 10     | 26     | 18                | 3              | 4               | –      | 5      | 6      | 3            | 4      | 2      | –      |
| Dahaf 6. 2.             | 23     | 16           | 10     | 25     | 19                | 3              | 4               | –      | 6      | 5      | 4            | 3      | 2      | –      |
| Dialog 6. 2.            | 25     | 14           | 9      | 27     | 18                | 2              | 4               | –      | 6      | 7      | 3            | 3      | 2      | –      |

## Předběžné výsledky
| zdroj      | strana | strana       | strana | strana | strana            | strana         | strana          | strana | strana                    | strana | strana      | strana | strana | strana |
| zdroj      | Kadima | Strana práce | Šas    | Likud  | Jisra'el Bejteinu | Židovský domov | Národní jednota | Gil    | Sjednocený judaismus Tory | Merec  | Ra'am–Ta'al | Chadaš | Balad  | Zelení |
| ---------- | ------ | ------------ | ------ | ------ | ----------------- | -------------- | --------------- | ------ | ------------------------- | ------ | ----------- | ------ | ------ | ------ |
| 17. Kneset | 29     | 19           | 12     | 12     | 11                | 9              | 9               | 7      | 6                         | 5      | 4           | 3      | 3      | 0      |
|            |        |              |        |        |                   |                |                 |        |                           |        |             |        |        |        |
| Channel 1  | 30     | 13           | 9      | 28     | 14                | 4              | 3               | 0      | 5                         | 5      | 2           | 4      | 3      | 0      |
| Channel 2  | 29     | 13           | 10     | 27     | 15                | 4              | 3               | 0      | 5                         | 4      | 3           | 4      | 3      | 0      |
| Channel 10 | 30     | 13           | 9      | 28     | 15                | 3              | 3               | 0      | 5                         | 4      | 4           | 4      | 2      | 0      |
| Ynet       | 28     | 14           | 10     | 26     | 16                | 4              | 3               | 0      | 6                         | 4      | 4           | 5      | 0      | 0      |

U 90 % sečtených hlasů má Kadima zatím 29 mandátů, následovaná Likudem s 27, Jisra'elem Bejtejnu s 15 a Stranou práce s 13.